# Trijebovo
Trijebovo (cyr. Тријебово) – wieś w Bośni i Hercegowinie, w Republice Serbskiej, w gminie Mrkonjić Grad. W 2013 roku liczyła 211 mieszkańców.